# Вашингтон, Джордж (изобретатель)
Джордж Констант Луис Вашингтон (англ. George Constant Louis Washington, 20 мая 1871, Кортрейк — 29 марта 1946, Мендхам, Нью-Джерси) — американский изобретатель и предприниматель. Наиболее известен как создатель технологии производства растворимого кофе и основатель компании G. Washington Coffee Company по его выпуску.
Эмигрант из Бельгии. В 1897 году переехал в Нью-Йорк и попробовал себя в нескольких технических областях, прежде чем начать производство кофе во время пребывания в Центральной Америке в 1906 или 1907 году. В 1909 году Вашингтон начал продавать свой кофе и основал компанию по его производству в 1910 году. В Нью-Йорке и Нью-Джерси компания Джорджа процветала и стала одним из главных поставщиков кофе во время Первой мировой войны. Продукты G. Washington Coffee Company рекламировались в нью-йоркских газетах и на местном радио. Успех компании сделал Вашингтона очень обеспеченным человеком: сперва он купил особняк в Бруклине, а затем в 1927 году переехал в усадьбу в Нью-Джерси. В том же году он проиграл в судебном разбирательстве налоговым органам. Вашингтон был женат и имел троих детей.
Фирма G. Washington Coffee Company была продана компании American Home Products в 1943 году незадолго до смерти её основателя. Несмотря на то, что кофейный бренд прекратил своё существование в 1961 году, имя Вашингтона до сих пор используется в продукте G. Washington’s Seasoning & Broth.

## Ранние годы и семья

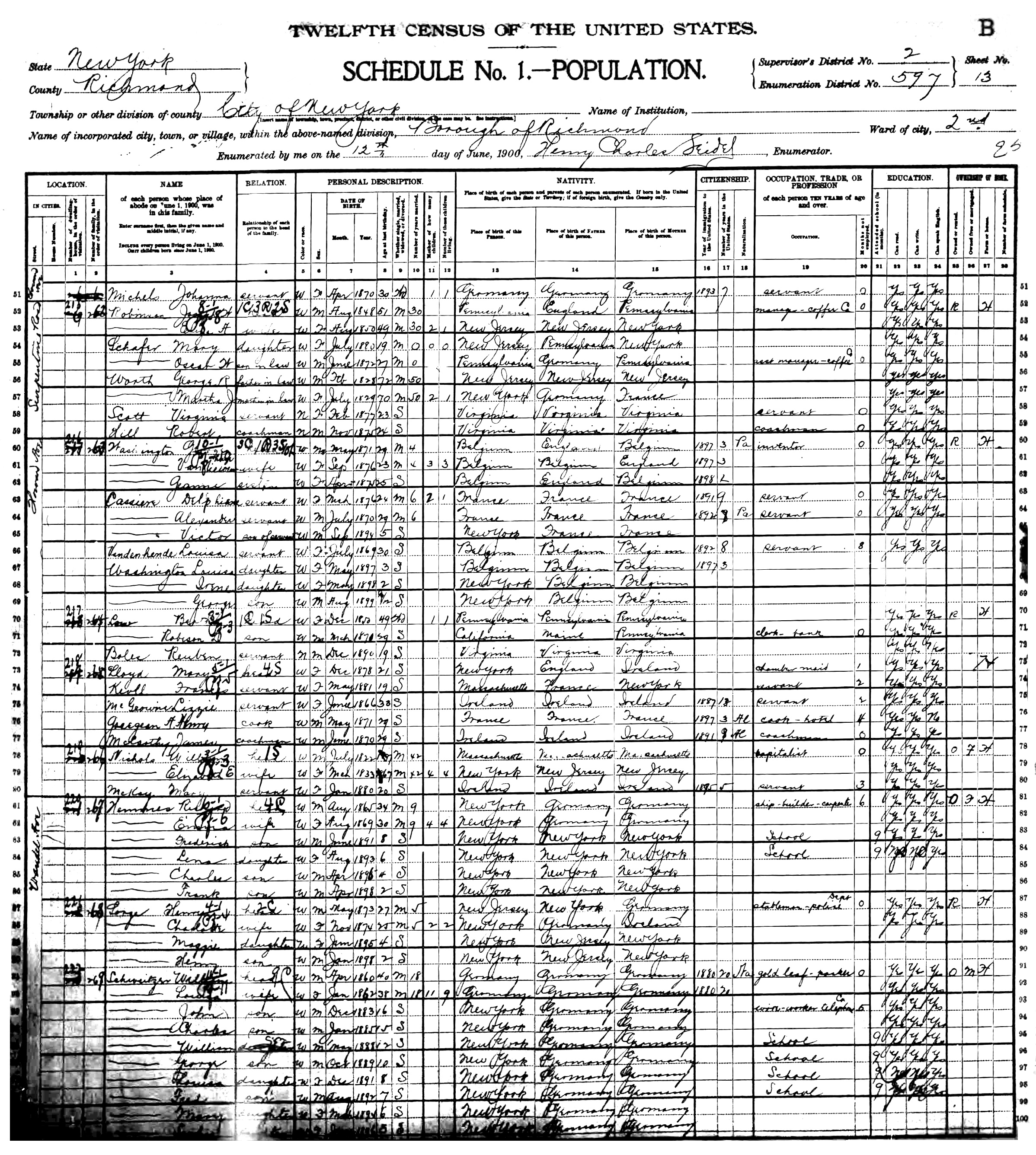
Перепись населения США (1900)

Джордж Вашингтон родился в бельгийском городе Кортрейк в мае 1871 года от английского отца и бельгийской матери. Согласно действовавшему в то время закону о национальностях, который провозглашал главенство мужской линии, Джордж Вашингтон был признан британским подданным и оставался им до 1918 года, когда получил американское гражданство. По меньшей мере шестеро братьев и сестёр Вашингтона поселились в разных частях США и Центральной Америки. Существует предположение об их родстве с первым президентом США Джорджем Вашингтоном, но эта версия не доказана.
Вашингтон переехал жить в Брюссель, а затем получил учёную степень по химии в Боннском университете в Германии. В декабре 1895 года будущий предприниматель женился на Анжелине Селин Вирджинии (в США имя сокращалось до «Лина») Ван Нойвенхойзе (англ. Angeline Céline Virginie «Lina» Van Nieuwenhuyse, 1876 г. р.), бельгийке по национальности. В переписи населения США 1900 года указывается, что Лина, так же как и её муж, имела английские и бельгийские корни (отец — бельгиец, а мать — британка). Сведения о прибытии Вашингтона в Соединённые Штаты на корабле из Антверпена 6 октября 1896 года были записаны на острове Эллис, однако в переписи населения указано, что Джордж с женой эмигрировали в Америку только в 1897 году. Семья Вашингтон поселилась в Нью-Йорке, где у них родились трое детей: Луиза (1897 г. р.), Ирен (1898 г. р.) и Джордж (1899 г. р.).
После прибытия в США Джордж основал фирму по производству керосиновых калильных сеток. В это время его семья жила на острове Статен, а его компания под названием George Washington Lighting Company базировалась в  расположенном неподалёку Джерси-Сити. Со временем этот бизнес был оставлен из-за быстрого развития технологии лампы накаливания. Некоторое время у Джорджа Вашингтона также был бизнес по производству фототехники. Согласно переписи населения США 1910 года, Джордж Вашингтон был изобретателем в возрасте 29 лет, живущим в арендованном доме в Бруклине со своей двадцатитрёхлетней женой, тремя детьми, младшей сестрой, тремя слугами и одним или двумя детьми слуг.
Вашингтон пытался заниматься сельским хозяйством в Гватемале в 1906 или 1907 годах и там, между делом, открыл технологию производства растворимого кофе. Джордж вернулся в Нью-Йорк после годичного отсутствия и дал старт бизнесу, который сделал его богатым и известным.

## Личная жизнь

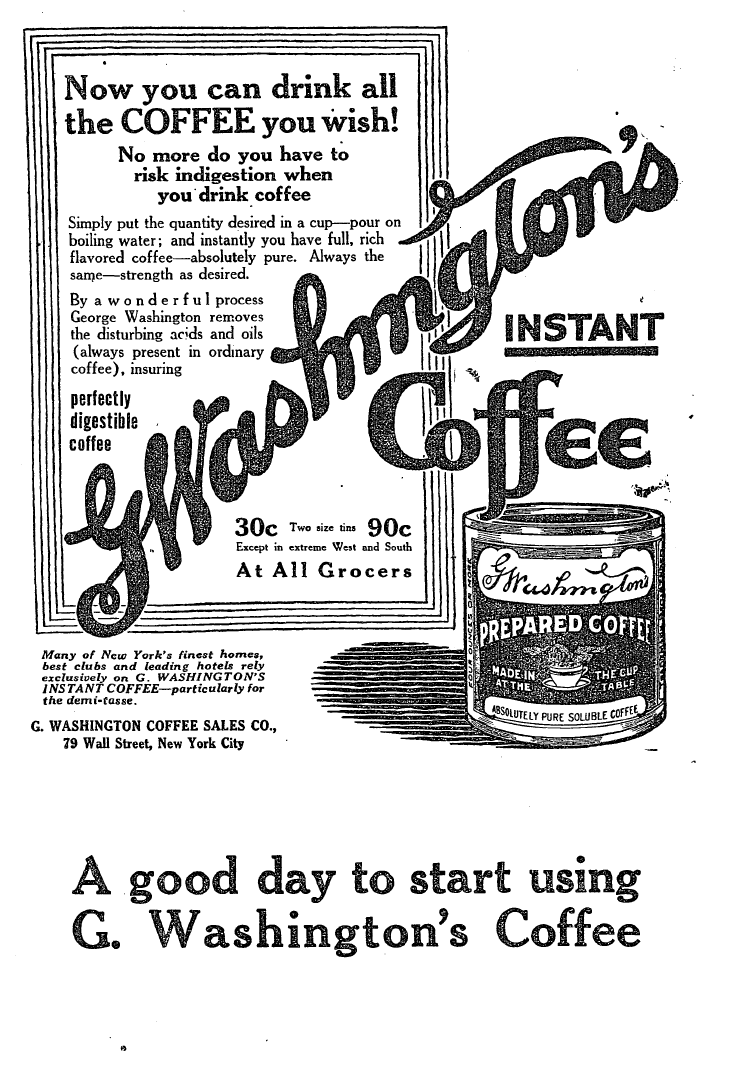
Реклама из The New York Times, 23 февраля 1914 года

После того как Вашингтон основал свой кофейный бизнес в 1910 году, он поселился в Бруклине на 47 Проспект Парк Уэст, обладая также вторым домом в округе Саффолк в городе Брукхейвен на 287 Саут-Кантри-роуд. Он продал оба дома в 1926—1927 годах по цене, превышающей $ 1 млн, группе богатых жителей Бруклина, которые планировали открыть там социальный клуб. Одновременно с переездом компании в Нью-Джерси вследствие покупки земли в этом штате в 1927 году Вашингтон приобрёл поместье, принадлежавшее ранее губернатору Франклину Мёрфи, под названием «Франклин Фармз» (англ. Franklin Farms) в Мендхаме. Вашингтон был любителем экзотических животных и увлекался садоводством. Он содержал довольно большие зоопарки с редкими и необычными животными поначалу в Брукхейвене, а затем в Мендхаме. Джордж часто ходил вместе с обезьянкой или птицей на плече, например, это было отмечено прохожими на Лонг-Айленде. И в Саффолке, и в Мендхаме Вашингтон в основном содержал редких птиц, однако в его первом зоопарке встречались также олени, козлы, овцы и антилопы, а во втором, более крупном питомнике среди сотен животных можно было увидеть лам и зебр. Помимо этого, Вашингтон был активным участником клуба Лотоса, литературного английского клуба, куда входили многие деятели культуры того времени.
Вашингтон был выдвинут в качестве кандидата в президенты США на праймериз 1920 года в Южной Дакоте от «Американской партии», хотя документы были поданы слишком поздно, чтобы они считались действительными. Нет никаких доказательств, что это выдвижение было настоящим. В любом случае Джордж Вашингтон не имел права занимать пост президента и участвовать в выборах, так как он не был рождён на территории США. В истории Соединённых Штатов существовали несколько партий под названием «Американская»; неясно, было ли выдвижение Джорджа Вашингтона политической шуткой над каким-либо движением.

Ну и парень, он ведь нас сделал! У него есть мешок денег, для горластой предвыборной кампании как раз то, что надо. Кстати, вы что не помните, как он выкупил у Альберта Фелтмана дом за 100 тыс. на Парк-Вест-Проспект? Присоседился к сенатору Кальдеру и Джорджу Хэмлину Чайлдсу, ну и вызнал у них про политику сколько надо. А если ещё хорошо подумать, то вся эта свистопляска с Американской партией для хорошей кампании просто подарок, да к тому же ещё вся эта история с большевиками и правительством после свержения красных, да ещё скандал с Лигой Наций и всё в таком роде. Да мы ещё точно что-то прохлопали.
Оригинальный текст (англ.)That's the fellow. He has put one over on us. He has a barrel of money—enough to run a slambang campaign. Why, don't you remember, he just bought that $100,000 mansion from Albert Feltman on Prospect Park West. He's learned a lot about politics by being a neighbor of Senator Calder and George Hamlin Childs. And when you come to think of it, that American Party stuff is good campaign dope this year, what with all the Bolsheviki and the Government after the Reds and the row about the League of Nations, and all that. We've been overlooking something for sure.
— Неизвестный политик, The New York Times, 4 января 1920 года

## Изобретения и бизнес

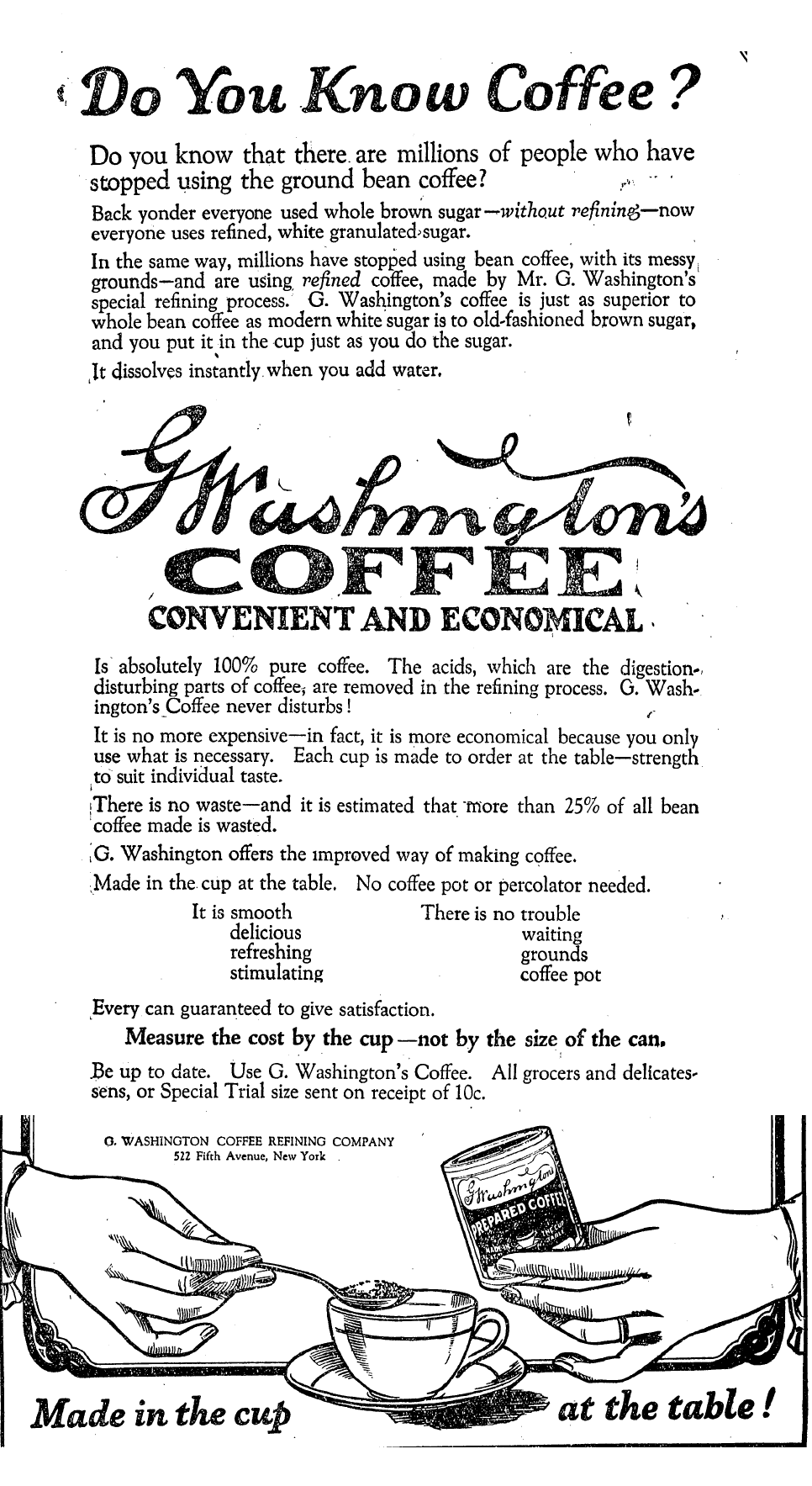
Реклама кофе Вашингтона

Джордж Вашингтон запатентовал более двух десятков открытий в таких областях, как фототехника, освещение, пищевые производственные процессы. Он не был первым, кто придумал растворимый кофе, так как японско-американский химик Сатори Като изобрёл его за несколько лет до Вашингтона, однако, благодаря своему открытию, Джордж первым начал промышленное производство нового напитка. Есть некоторые предположения, что идея пришла к Вашингтону в то время, когда он увидел высушенный порошок на краю серебряного кофейного чайника. Примерно в то же самое время Федерико Ленхофф Вилд также открыл процесс производства растворимого кофе, который он чуть позже начал продавать в Европе. Однако по причине того, что Вилд был личным доктором Джорджа Вашингтона, остаются сомнения относительно самостоятельности его изобретения.
Первое время новый продукт от Вашингтона продавали под маркой Red E Coffee, но уже в 1910 году была основана G. Washington Coffee Refining Company. Первый завод Джорджа Вашингтона находился в Нью-Йорке в районе Бруклин в доме 147 на 41-й улице. Через некоторое время компания перевела производство в Нью-Джерси, приобретя землю для нового завода в Моррис-Плейнс на Ист Гановер Авеню 45.
В рекламе компании подчёркивались удобство использования, современность и чистота напитка. Утверждалось, что растворимый кофе лучше для пищеварения и что он даже лишён пробуждающего эффекта в отличие от зернового кофе (что было неправдой, так как эффект от кофеина присутствует и в том, и в другом виде). После Первой мировой войны продажа кофе Американской армии также приносила хорошую прибыль. Ещё одной линией продвижения продукта стало спонсирование радио-сериала «Шерлок Холмс» на NBC и Blue Network с 1930 по 1935 годы.
Но несмотря на успех бизнеса, отмечались не самое лучшее качество и неприятный вкус раннего растворимого кофе.
У Вашингтона возникли проблемы с налоговым ведомством, связанные с финансовыми отношениями между ним и его компанией. В ноябре 1918 года он заключил контракт со своей фирмой на доступ к коммерческой тайне о производстве кофе и месяц спустя передал 80 % своей компании членам своей семьи. Вашингтоны настаивали на том, что они не должны платить налоги на доходы членов семьи. Сперва дело ушло в Совет по налоговым апелляциям, а затем в Апелляционный суд, который принял решение (2:1) против Вашингтона. Апелляция, поданная предпринимателем в Верховный суд, была отклонена.

## Военные контракты

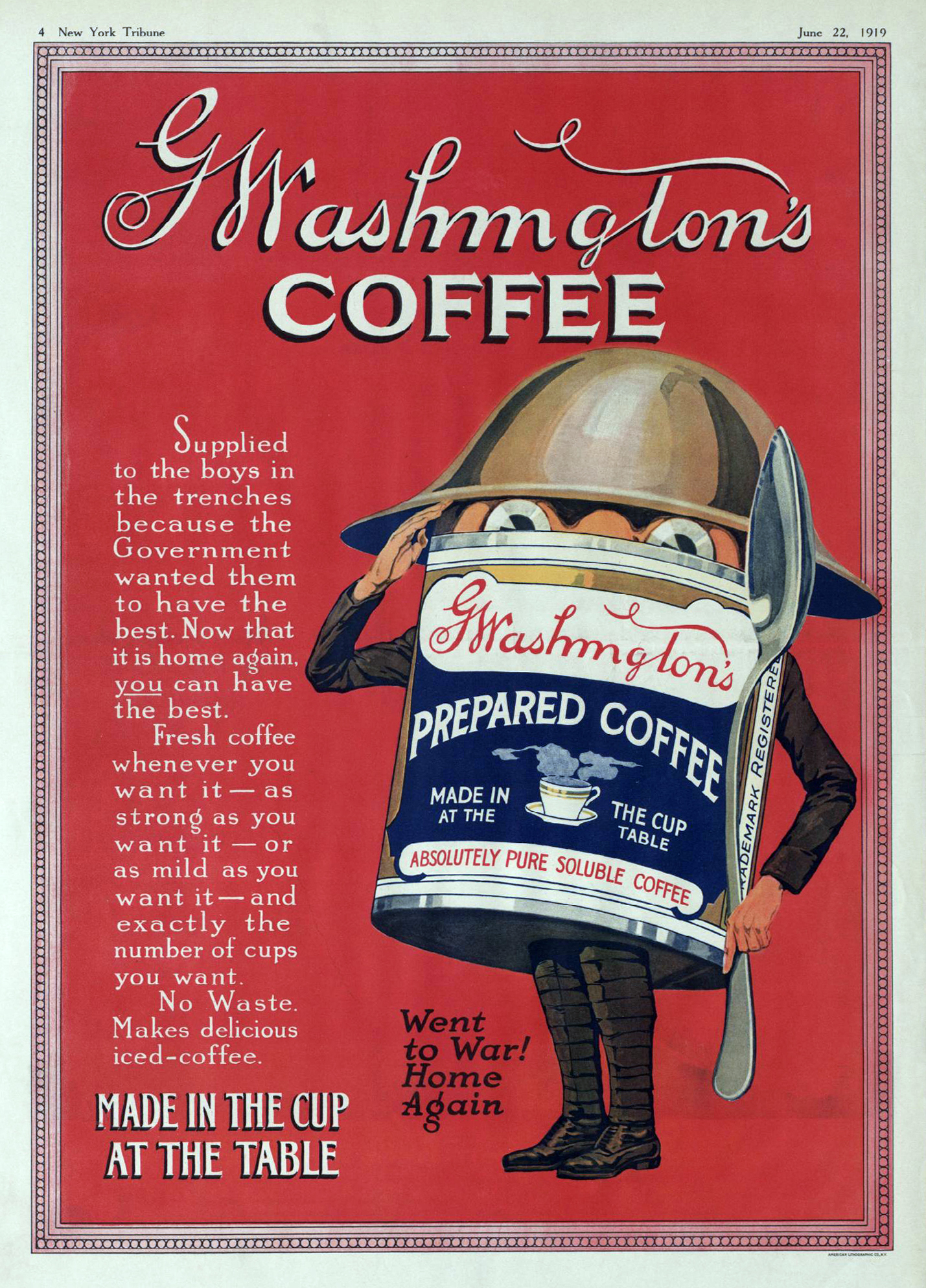
Реклама из New York Herald Tribune

Уникальный в своё время напиток широко использовался в составе сухого пайка во время Первой мировой войны. Потребление кофе на поле боя солдатами показало свою особую ценность после того, как был обнаружен бодрящий эффект кофеина. Е. Ф. Холбрук, глава отдела кофе в Военном министерстве США, в то время также отмечал важную роль растворимого кофе в процессе восстановления от последствий воздействия горчичного газа. Напиток, производимый Вашингтоном, с 1914 года стал использоваться Канадским экспедиционным корпусом, а с 1917 года вступившим в войну Американским экспедиционным корпусом.
Растворимый кофе был популярен среди солдат, которые называли его «кружка Джорджа». Так как главной привлекательной чертой нового напитка был бодрящий эффект, кофе иногда пили холодным.
Из письма американского солдата:

Я счастлив, несмотря на крыс, дождь, грязь, сквозняк, грохотание пушек и звуки снарядов. Мне требуется всего одна минута, чтобы зажечь светильник и выпить немного кофе Джорджа Вашингтона… Каждую ночь я желаю мистеру Вашингтону здоровья и всего наилучшего.
Оригинальный текст (англ.)I am very happy despite the rats, the rain, the mud, the draughts [sic], the roar of the cannon and the scream of shells. It takes only a minute to light my little oil heater and make some George Washington Coffee... Every night I offer up a special petition to the health and well-being of Mr. Washington.

Американский военный ежедневный рацион включал в себя 1/4 унции (7 грамм) двойного растворимого кофе на человека. Напиток упаковывался в контейнер с ещё несколькими продуктами, предназначенными для 24 человек. Во время Второй мировой войны армия США вновь начала закупать кофе у Вашингтона, однако она также стала клиентом и других компаний, в частности Nescafe.

## Дальнейшая судьба компании и её основателя
G. Washington Coffee Refining Company была продана компании American Home Products в 1943 году, и Джордж Вашингтон ушёл из бизнеса. Покупка компании, которая почти полностью принадлежала семье Вашингтона, была совершена в обмен на 29 860 акций (почти 1 700 000 долларов США) American Home Products, которая в это время делала множество приобретений, за 8 лет скупив 24 компании.
Вашингтон продал «Франклин Фармз» и поселился в доме на Нью Вернон Роуд в Мендхаме. Спустя три года после продажи компании, 29 марта 1946 года, Джордж умер после тяжёлой болезни в возрасте 74 лет. Его похороны прошли через три дня.
G. Washington Coffee прекратил своё существование как бренд в 1961 году, когда завод в Нью-Джерси был продан Tenco, подразделению The Coca-Cola Company. Имя Вашингтона использовалось только в G. Washington’s Seasoning & Broth, сопутствующем бренде, разработанном в 1938 году. Эта марка была продана в 2000 году и после пары финансовых операций с 2001 года принадлежит Homestat Farm, Ltd.

## Патенты
- U.S. Patent 576 523
- U.S. Patent 576 524
- U.S. Patent 584 569
- U.S. Patent 589 051
- U.S. Patent 593 257
- U.S. Patent 607 974
- U.S. Patent 619 059
- U.S. Patent 706 504
- U.S. Patent 706 505
- U.S. Patent 730 498
- U.S. Patent 745 698
- U.S. Patent 760 670
- U.S. Patent 760 671
- U.S. Patent 760 672
- U.S. Patent 770 135
- U.S. Patent 770 836
- U.S. Patent 777 871
- U.S. Patent 778 518
- U.S. Patent 781 317
- U.S. Patent 1 504 459
- U.S. Patent 1 512 730
- U.S. Patent 1 512 731
- U.S. Patent 1 631 298
- U.S. Patent 1 631 299
- U.S. Patent 1 631 302
- U.S. Patent 1 631 303